# Kommissar X - Drei goldene Schlangen
Kommissar X - Drei goldene Schlangen è un film del 1969 diretto da Roberto Mauri.

## Trama
Jo Louis Walker e Tom Rowland si recano in Thailandia per salvare alcune donne rapite da una banda guidata da una donna chiamata Madame Kim Soo, e vengono ritenute prigioniere su un'isola dove vengono tenute come schiave per essere usate da ricchi e imprenditori.